# Museo arti e mestieri di un tempo
Il museo arti e mestieri di un tempo è un museo etnografico situato a Cisterna d'Asti, in Piemonte. Ospitato all'interno del castello medievale del paese, il museo è dedicato alla riscoperta e alla valorizzazione delle attività artigianali e rurali tradizionali del territorio.

## Descrizione
Ospitato all'interno del castello medievale del paese, il museo è dedicato alla riscoperta e alla valorizzazione delle attività artigianali e rurali tradizionali del territorio.
L'esposizione permanente si articola in diverse sale tematiche, che ricostruiscono ambienti e laboratori d'epoca, fornendo una panoramica sui mestieri tradizionali, tra cui quelli di falegname, fabbro, sarto e ciabattino. Gli oggetti, gli arredi e gli strumenti originali provengono principalmente da donazioni di privati e famiglie locali. Ogni ambiente permette di esplorare i processi produttivi caratteristici di queste professioni, dalla selezione delle materie prime alla realizzazione del prodotto finito. Gli strumenti esposti testimoniano le capacità manuali e l'ingegno impiegati nel lavoro quotidiano, illustrando come queste attività fossero essenziali per la vita sociale ed economica delle comunità del passato.
Il museo ha lo scopo di conservare la memoria storica delle pratiche lavorative manuali, trasmettendo conoscenze, tecniche e stili di vita legati al periodo preindustriale. Il museo si sviluppa su 27 stanze distribuite su tre piani: il piano nobile, il sottotetto e la cantina, esso raccoglie e conserva una vasta collezione di oggetti, strumenti e attrezzi che documentano la storia dei mestieri tradizionali legati alla vita rurale e artigianale, offrendo una panoramica delle professioni che erano fondamentali per il sostentamento delle comunità locali.

## Storia del castello

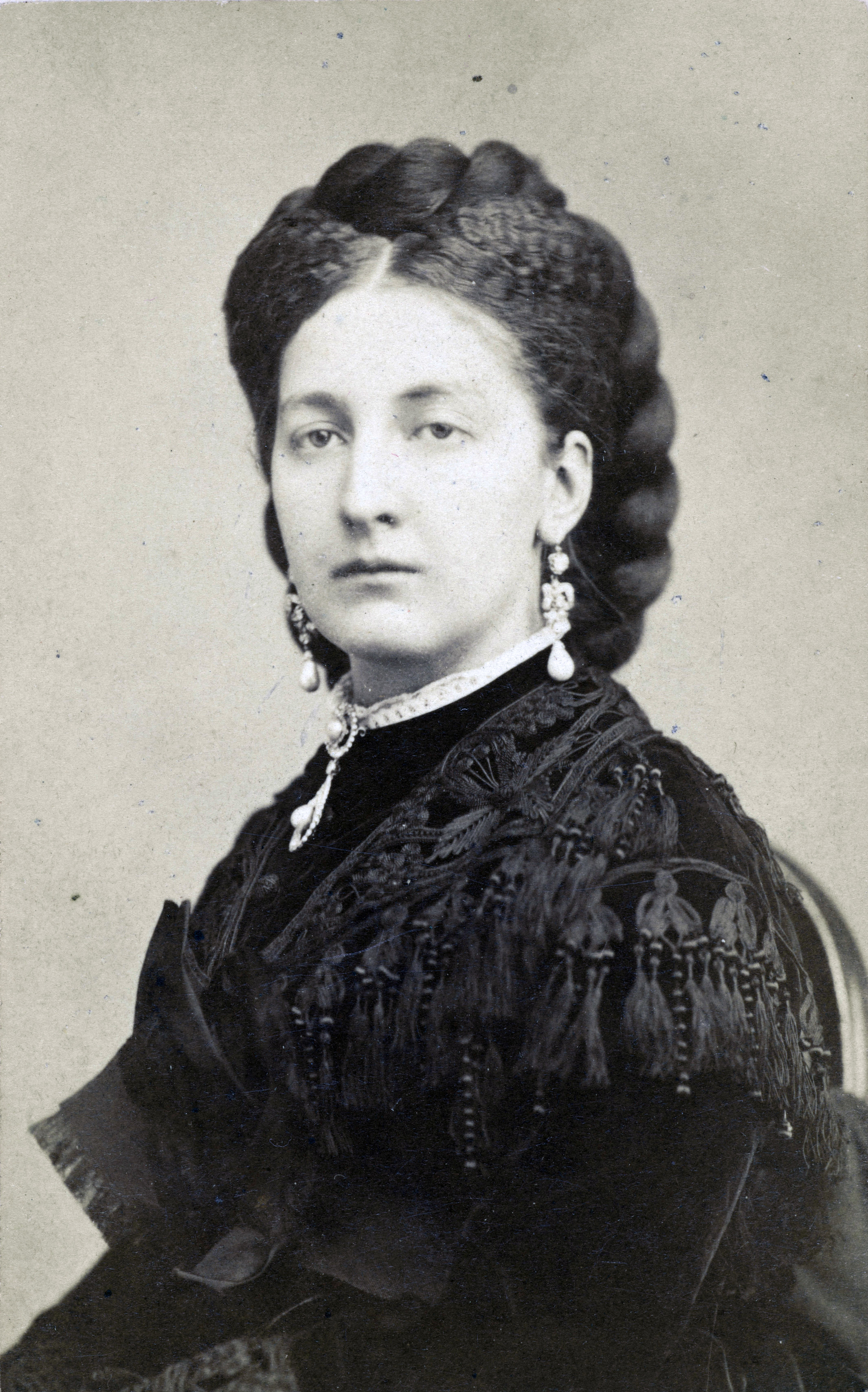
Maria Vittoria Carlotta Enrichetta Giovanna dal Pozzo della Cisterna

La denominazione del paese deriva dalla grande cisterna situata nel salone centrale del castello, la quale ha la funzione di rifornire d’acqua le abitazioni del territorio. Il Castello di Cisterna fu donato al comune nel 1912 mediante un atto da parte dei principi Emanuele Filiberto Duca d'Aosta, Vittorio Emanuele Conte di Torino, e Luigi Amedeo Duca degli Abruzzi, figli di Maria Vittoria dal Pozzo della Cisterna. Per oltre cinquant'anni, il castello venne utilizzato come scuola e sede comunale. Con il trasferimento di entrambe le istituzioni in una nuova sede, il castello fu abbandonato e rimase inutilizzato fino al 1980. Il Museo di Cisterna d'Asti nacque nell'anno 1980 e l'Associazione Museo fu fondata il 16 gennaio 1990 da 14 soci fondatori, con il supporto di fondi erogati dal comune. 
Il castello si erge sopra le colline circostanti, con un sistema di cinte murarie. L’ingresso avviene attraverso un antico arco, sul quale è visibile lo stemma della famiglia di Papa Innocenzo III, a testimonianza della signoria esercitata dai Pontefici. Le sue origini risalgono al XII secolo, e la torre quadrata medievale che lo sovrasta è uno degli elementi più antichi. La struttura attuale, tuttavia, è frutto di interventi seicenteschi. 
I primi riferimenti storici al territorio di Cisterna risalgono all'epoca romana. Intorno all'anno Mille, si stabilì il primo insediamento sul "Monte de Stephano", sotto il castello di Belriguardo, mentre il secondo si spostò gradualmente dalla zona della parrocchiale antica verso l’attuale centro abitato, protetto da un primo castello.
A partire dalla metà del XII secolo, il vescovo di Asti acquisì la signoria sul feudo di Belriguardo. Nel 1200, i feudi di Cisterna e Belriguardo erano considerati separati, sotto il controllo dei consorti di Loreto e Canale, che ricevettero investitura dal vescovo. Questi vendettero nel 1242 al Comune di Asti, che, scavalcando i diritti vescovili, concesse i feudi ai signori di Gorzano, ai quali è attribuita la costruzione del nucleo più antico del castello. Il tentativo dei “de Gorzano” di sottrarsi all'egemonia di Asti nel 1274 si concluse con la loro sconfitta.
A metà del XIV secolo, dopo una breve parentesi dei De Mercato e dei Bergognini, i feudi furono affidati ai Garetti, signori di Ferrere. Tuttavia, tra il 1375 e il 1380, il vescovo Francesco Morozzo concesse una parte del feudo ai Roero, che, pur protestando per oltre mezzo secolo, non riuscirono mai ad ottenere il possesso effettivo a causa della resistenza dei Garetti. Nel 1470 e 1472, i Garetti vendettero la loro parte del feudo ai Pelletta, ma questi ultimi, nel 1475, persero il possesso del territorio, che fu assegnato nel 1476 da Papa Sisto IV ad Antonio Della Rovere d'Aragona, suo nipote.
Nel 1559, Giovanni Della Rovere vendette il feudo al capitano Torquato Torto, che lo cedette alla figlia Isabella, sposata con il marchese Borso Acerbo. Attorno al 1580, Borso Acerbo vendette il feudo ai Dal Pozzo, senza la necessaria autorizzazione, e Papa Gregorio XIII ordinò al duca di Savoia, vicario in Cisterna, di conquistare il castello. L’obiettivo fu raggiunto facilmente dal conte di Masino, poiché il capitano Antonio, fratello di Borso, consegnò il castello per timore delle conseguenze. Il castello venne quindi affidato a governatori della Santa Sede. Dopo una revisione della questione, nel 1591 il feudo fu restituito a Borso Acerbo e alla moglie Isabella, e nel 1599 Cisterna e Belriguardo furono elevati a marchesato. 
Nel 1650, il feudo di Cisterna fu venduto a Francesco Dal Pozzo, marchese di Voghera. Per suo figlio Giacomo, Papa Clemente X eresse il feudo a principato, concedendo anche, nel 1673, il privilegio di battere moneta, revocato poi nel 1790 dalla Camera dei Conti sabauda.

## Zecca del Principato di Cisterna
Cisterna d’Asti fu un territorio situato tra le aree d'influenza sabauda, francese e spagnola, e divenne un principato nel XVII secolo sotto la famiglia Dal Pozzo. La sua posizione geografica, al confine tra diverse giurisdizioni, contribuì a conferirgli una certa autonomia e rilevanza politica. Il controllo diretto del territorio fu oggetto di contese tra la Mensa Vescovile di Asti, la Santa Sede e la dinastia sabauda, fino a quando, nel 1650, Francesco Michelangelo Dal Pozzo acquisì il feudo, elevato a principato nel 1670. Nel 1673, il principe Giacomo Maurizio Dal Pozzo ricevette da Clemente X l'autorizzazione a coniare moneta. La zecca, operativa tra il 1673 e il 1677, fu allestita nel castello di Cisterna con la collaborazione di artigiani. Tra le monete prodotte vi erano esemplari in oro e argento, come gli scudi e le doppie, la cui emissione fu contenuta e prevalentemente associata a finalità rappresentative. Successivamente, furono avanzate accuse di contraffazione, in particolare relative a monete francesi e milanesi, che condussero alla chiusura della zecca. 
Le monete ufficiali includevano:
- 10 Scudi d'oro
- 2 Doppie d'oro
- Scudo bianco d'argento
- Soldino di mistura

La zecca di Cisterna rappresentò un simbolo di potere per i Dal Pozzo, ma la sua breve attività dal 1673 al 1677 e le accuse di contraffazione ne limitarono l'impatto. Le monete coniate sono oggi estremamente rare e oggetto di studio per la loro importanza storica e numismatica.

## Mercandè
Il Mercandè è un evento a carattere culturale e rievocativo che si svolge annualmente a Cisterna d’Asti, all'interno del castello medievale del paese. L'iniziativa propone attività legate alla storia e alle tradizioni locali, con un programma che include rappresentazioni teatrali, narrazioni e attività interattive.
Il nome "Mercandè" si riferisce a un privilegio concesso nel 1673 al Principato di Cisterna e Belriguardo, quando papa Clemente X autorizzò l'istituzione di una zecca per la coniazione di monete in oro, argento e metalli meno preziosi. Tale diritto fu successivamente revocato da Vittorio Amedeo III di Savoia. L’evento rievoca questo periodo storico attraverso rappresentazioni con attori in abiti d'epoca che mettono in scena episodi legati alla vita del castello.
Negli anni 2020, il Mercandè ha incluso anche tematiche ispirate alla tradizione orale piemontese. L’edizione del 2024, ad esempio, ha presentato un percorso teatrale basato sulle fiabe raccolte da Maria Luisa Rivetti, con la partecipazione di attori locali e l’allestimento di ambientazioni sceniche nelle sale del castello.

## Galleria d'immagini

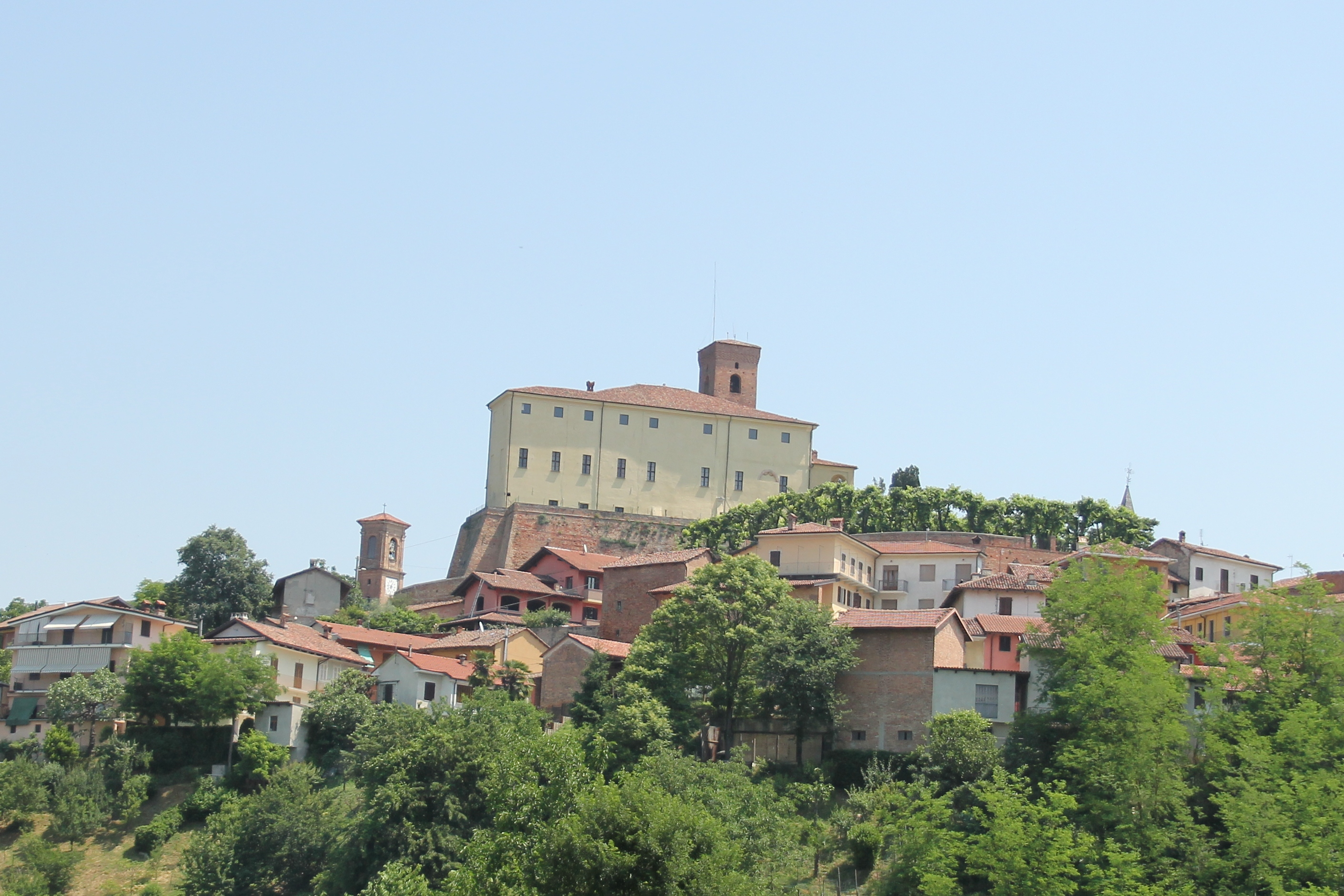
Castello di Cisterna d'Asti
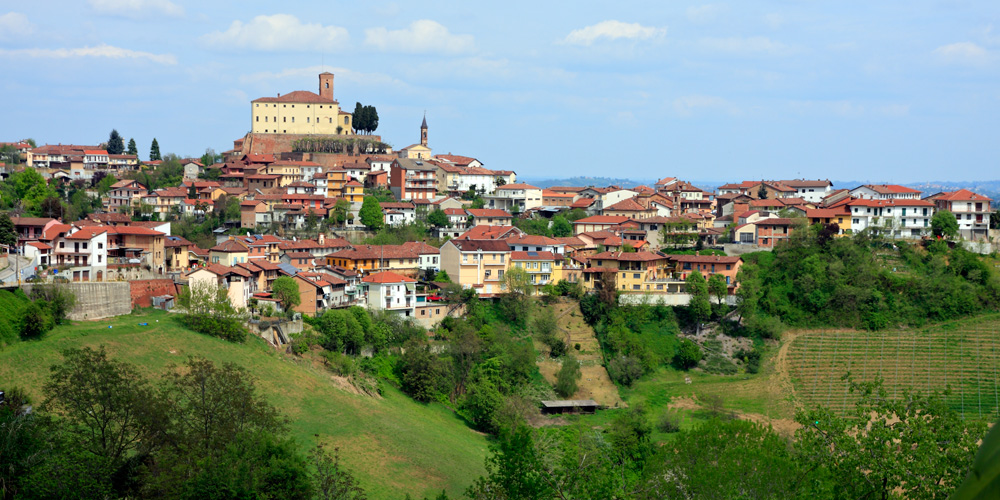
Cisterna d'Asti
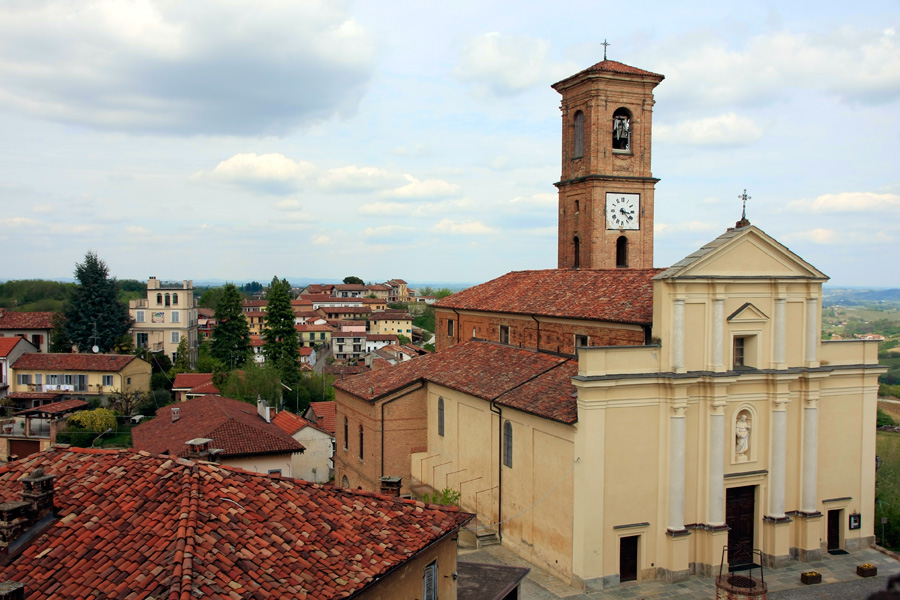
Cisterna d'Asti; veduta sulla parrocchia
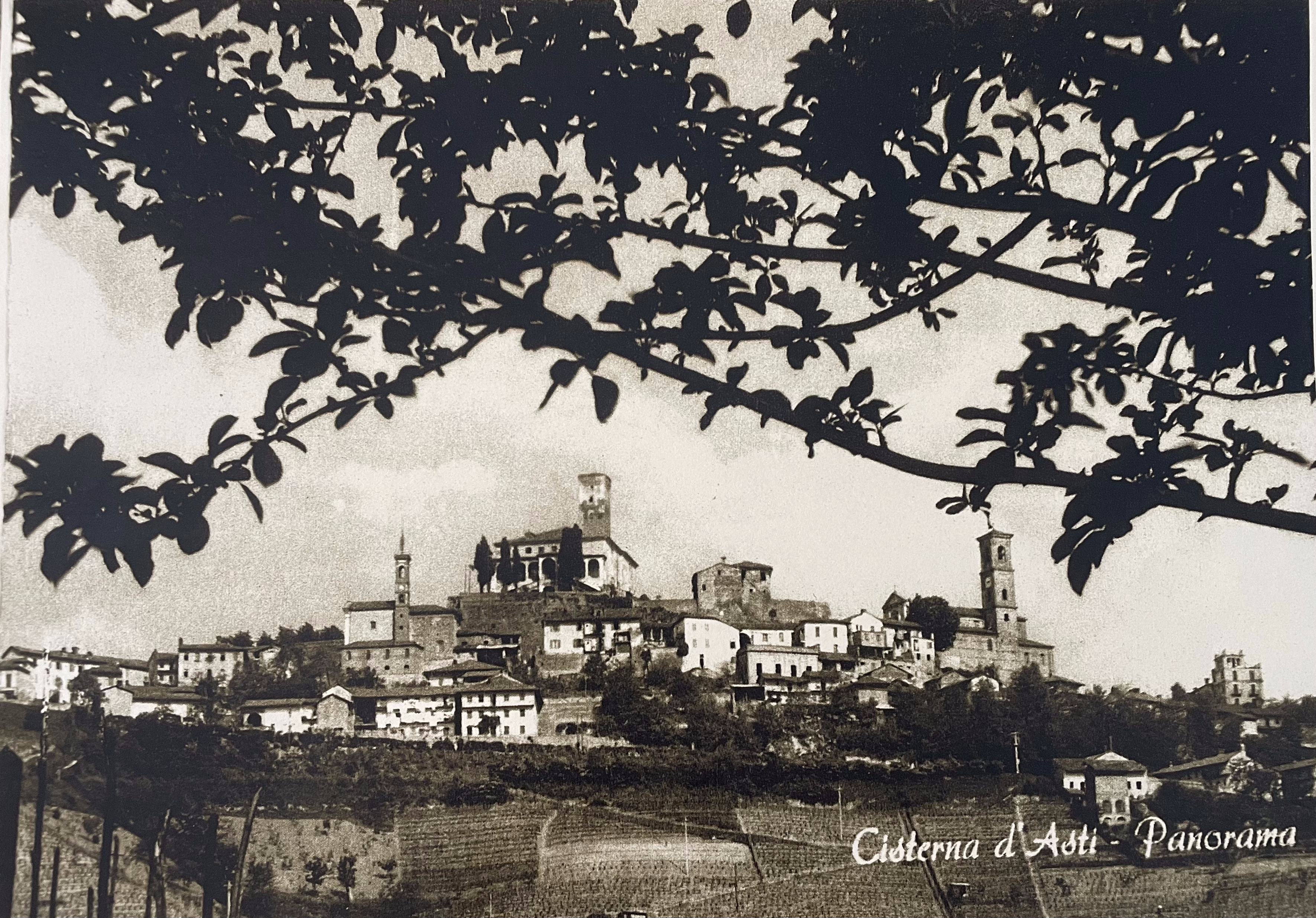
Cisterna d'Asti 1955